# Sozialdarwinismus
Der Sozialdarwinismus ist eine sozialwissenschaftliche Theorie, deren Weltbild auf einem biologistischen Determinismus beruht und in der Politik meist der Begründung rechtsextremen oder extrem (neo-)liberalen Gedankenguts dient. Sie überträgt Teilaspekte des Darwinismus missbräuchlich auf menschliche Gesellschaften, deren Entwicklung sie von der natürlichen Selektion im „Kampf ums Dasein“ geprägt sieht. Sozialdarwinistische Anschauungen waren vor allem von der zweiten Hälfte des 19. Jahrhunderts bis zum Zweiten Weltkrieg weit verbreitet.
Nach Franz M. Wuketits stimmen die unterschiedlichen Spielarten des Sozialdarwinismus in drei Kernaussagen überein:
- Die Theorie der biologischen Selektion sei vollständig auch auf soziale, ökonomische und moralische Verhältnisse anwendbar und daher maßgeblich für die menschliche Entwicklung.
- Es gebe gutes und schlechtes Erbmaterial.
- Gute Erbanlagen sollen gefördert, schlechte ausgelöscht werden.

Gegner des Sozialdarwinismus bemängeln unter anderem die unkritische und fehlerhafte Übertragung von biologischen Gesetzmäßigkeiten auf menschliche Gesellschaften. Zudem sind mehrere seiner Grundannahmen nicht von Charles Darwins Theorie gedeckt und werden von der modernen Wissenschaft als überholt angesehen. Diese unter anderem auf einem naturalistischen Fehlschluss beruhende Übertragung von Darwins Theorien lässt sich weder zwangsläufig aus Darwins Werk ableiten noch entspricht sie im Entferntesten Darwins Welt- und Menschenbild.

## Begriffsgeschichte
Eine frühe bekannte Erwähnung des Begriffs „Sozialdarwinismus“ findet sich in einem 1879 erschienenen Artikel von Eduard Oscar Schmidt in Popular Science. Bereits im Jahr darauf, also 1880, verwendete Émile Gautier den Begriff in einer in Paris veröffentlichten anarchistischen Schrift Le darwinisme social. In Italien wurde der Begriff 1882 durch Giuseppe Vadalà-Papale in seiner Schrift Darwinismo naturale e darwinismo sociale verwendet. Die erste Verwendung im deutschen Sprachraum war vermutlich 1899 in Ludwig Woltmanns Werk Die Darwinsche Theorie und der Sozialismus.  Bis in die 1930er Jahre wurde der Begriff nur vereinzelt verwendet; nicht als Selbstbezeichnung der heute als Sozialdarwinisten eingeordneten Personen oder ihnen zugeordneten Strömungen, sondern ein normalerweise von weltanschaulichen Gegnern polemisch genutztes Label.
Der Sozialdarwinismus spaltete sich vom Evolutionismus ab, der eine sich zwangsläufig vollziehende Höherentwicklung menschlicher Gesellschaften von den so genannten primitiven „Naturvölkern“ zu den voll entwickelten „Kulturvölkern“ voraussetzt (siehe auch: Vergleich der soziokulturellen Evolutionsmodelle). Die klassischen Vertreter dieser Richtung – Herbert Spencer, Edward Tylor und Lewis Henry Morgan – gingen davon aus, dass menschliche Gesellschaften und biologische Arten einer sukzessiven Evolution unterliegen, die sich über mehrere Entwicklungsstufen erstreckt. Der britische Philosoph und Soziologe Herbert Spencer, von dem der Ausdruck survival of the fittest stammt, hatte bereits 1852 in A Theory of Population die natürliche Auslese als Faktor der Evolution antizipiert und auf die menschliche Population angewandt, aber erst Darwin weitete das Prinzip der natürlichen Auslese auf die gesamte Biologie aus. Anders als bei Darwin, für den Vielfalt durch Mutation und natürliche Auslese die wesentlichen Bestandteile der Evolution sind, spielt die natürliche Auslese bei Spencer nur eine untergeordnete Rolle innerhalb eines Kontextes, der durch evolutionären Fortschritt und Lamarckismus gekennzeichnet ist. In Bezug auf den Sozialdarwinismus findet sich bei Darwin eine große Übereinstimmung mit Spencer.
Die Idee der evolutionären Höherentwicklung findet sich bei Spencer (“the law of organic progress is the law of all progress”) und vielen anderen Sozialdarwinisten. Darwin meinte am Ende seines Hauptwerkes, dass „aus dem Kampf der Natur“ „die Erzeugung immer höherer und vollkommenerer Wesen“ hervorgehe, während die Selektion gleichzeitig „das Aussterben der minder verbesserten Formen veranlaßt“. In Bezug auf den Menschen bespricht Darwin die Eigenschaften, die eine Verheiratung und Fortpflanzung begünstigen, und bedenkt dann die möglichen Folgen für die Gesellschaft:

„Wenn die […] angeführten und vielleicht bis jetzt noch unbekannte andere Hindernisse die leichtsinnigen, lasterhaften und sonstwie minderwertigen Glieder der menschlichen Gesellschaft nicht zurückhalten, sich schneller als die bessern Klassen zu vermehren, so wird das Volk zurückgehen, wie die Weltgeschichte oft genug gezeigt hat. Wir müssen uns erinnern, daß der Fortschritt kein unabänderliches Gesetz ist.“

Den Begriff Überlebenskampf entliehen Spencer und Darwin von Thomas Robert Malthus. Spencer war es, der den Begriff Evolution populär machte, und das berühmte Survival of the Fittest verwendete er als erster. Darwin benutzte es als Synonym für seine „natürliche Selektion“.
Über die positive Auswirkung der natürlichen Zuchtwahl auf die zivilisierten Völker schrieb Darwin in Die Abstammung des Menschen und die geschlechtliche Zuchtwahl:

„Bei Wilden werden die an Geist und Körper Schwachen bald beseitigt und die, welche leben bleiben, zeigen gewöhnlich einen Zustand kräftiger Gesundheit. Auf der andern Seite thun wir civilisierte Menschen alles nur Mögliche, um den Process dieser Beseitigung aufzuhalten. Wir bauen Zufluchtsstätten für die Schwachsinnigen, für die Krüppel und die Kranken; wir erlassen Armengesetze und unsere Aerzte strengen die grösste Geschicklichkeit an, das Leben eines Jeden bis zum letzten Moment noch zu erhalten. […] Hierdurch geschieht es, dass auch die schwächeren Glieder der civilisirten Gesellschaft ihre Art fortpflanzen. Niemand, welcher der Zucht domesticirter Thiere seine Aufmerksamkeit gewidmet hat, wird daran zweifeln, dass dies für die Rasse des Menschen im höchsten Grade schädlich sein muss. Es ist überraschend, wie bald ein Mangel an Sorgfalt oder eine unrecht geleitete Sorgfalt zur Degeneration einer domesticirten Rasse führt; aber mit Ausnahme des den Menschen selbst betreffenden Falls ist wohl kaum ein Züchter so unwissend, dass er seine schlechtesten Thiere zur Nachzucht zuliesse.“

Und er ergänzt:

„Die Hülfe, welche dem Hülflosen zu widmen wir uns getrieben fühlen, ist hauptsächlich das Resultat des Instincts der Sympathie, welcher ursprünglich als ein Theil der socialen Instincte erlangt, aber später in der oben bezeichneten Art und Weise zarter gemacht und weiter verbreitet wurde. Auch könnten wir unsere Sympathie, wenn sie durch den Verstand hart bedrängt würde, nicht hemmen, ohne den edelsten Theil unserer Natur herabzusetzen. […] Wir müssen daher die ganz zweifellos schlechte Wirkung des Lebenbleibens und der Vermehrung der Schwachen ertragen; doch scheint wenigstens ein Hinderniss für die beständige Wirksamkeit dieses Moments zu existiren, in dem Umstände nämlich, dass die schwächeren und untergeordneteren Glieder der Gesellschaft nicht so häufig als die Gesunden heirathen; und dies Hemmnis könnte noch ganz ausserordentlich verstärkt werden, trotzdem man es mehr hoffen als erwarten kann, wenn die an Körper und Geist Schwachen sich des Heirathens enthielten.“

Als Begründer des eigentlichen Sozialdarwinismus wird der britische Anthropologe und Begründer der Kulturanthropologie Edward Tylor gesehen. Tylor beschrieb, wie sich kulturelle Veränderungen durch natürliche Selektion durchsetzten. Auch der US-amerikanische Anthropologe und Mitbegründer der Ethnologie Lewis Henry Morgan verwendete in seinen Werken den Begriff der natural selection.
Ludwig Gumplowicz als Vorläufer der Konfliktsoziologie sah den „Kampf der Rassen“ (später der sozialen Gruppen) als einen natürlichen Bestandteil des sozialen Lebens und als treibende Kraft der Geschichte.
Die heute dominierende Gebrauchsart des Begriffes wurde erstmals in den 1930er Jahren von dem Soziologen Talcott Parsons eingeführt, wobei auch erstmals Herbert Spencer in Zusammenhang mit dem Sozialdarwinismus gebracht wurde. Nach Geoffrey M. Hodgson benutzte Parsons den Begriff als Mittel, um alle biologischen Ansätze als Grundlage der Soziologie auszuschließen; egal ob es sich um Lamarckismus oder Darwinismus handelte. Erst durch die von Richard Hofstadter veröffentlichte Publikation Social Darwinism in American Thought, 1860–1915 wurde der Begriff popularisiert und erfuhr eine explosionshafte Anwendung. Der Begriff wird auch heute vielfach wegen seiner Vieldeutigkeit und Widersprüchlichkeit kritisiert. Kritisiert wurde, dass der Sozialdarwinismus eher dem Lamarckismus anstatt dem Darwinismus gleiche, und Spencers „sozialdarwinistisches“ Hauptwerk (Social Statics) bereits einige Jahre vor Darwins „Origin of Species“ erschien, weswegen der Namensbestandteil „Darwinismus“ irreführend sei und „Spencerismus“ eigentlich besser sei. Michael Ruse ist grundsätzlich auch der Ansicht, dass der Sozialdarwinismus Spencer ebenso viel oder sogar mehr verdankt als Darwin. Da sozialdarwinistische Sichtweisen auf die Gesellschaft inzwischen unpopulär geworden seien, bestünde jedoch eine Tendenz, dies zu übertreiben und den Einfluss Darwins ganz zu leugnen. Im Übrigen wurden vor der Entwicklung von Weismanns Keimplasmatheorie und der daraufhin erfolgenden Herausbildung des Neolamarckismus der Gegensatz zwischen Lamarck und Darwin nicht so stark betont; eher wurde Lamarck als legitimer Vorläufer Darwins angesehen. Tatsächlich lassen sich Darwins Werk widersprüchliche Stellungnahmen zum Sozialdarwinismus entnehmen. Deshalb kommt Ruse zu dem Schluss, dass das Verhältnis zwischen biologischem Darwinismus und Sozialdarwinismus keinesfalls eindeutig sei; dies gelte im Übrigen auch für das Verhältnis von Spencers Lehren zum Sozialdarwinismus. Robert Corwin Bannister sieht eine nahezu vollständige Trennung zwischen Sozialdarwinisten und Darwinisten. „Echte“ Darwinisten wie Darwin, Alfred Russel Wallace und Thomas Henry Huxley seien keine Sozialdarwinisten gewesen und die Sozialdarwinisten, egal ob sie in spencerscher Tradition standen oder mit der später als Reformdarwinismus bezeichnete kollektivistischen Form verbunden waren, seien gewöhnlich keine echten Darwinisten gewesen, obwohl letztere sich selbst oft so sahen, wobei sie aber in Wirklichkeit wichtige Teile der darwinschen Theorie ignorierten.
Eric Goldmann prägte 1952 den Begriff „Reformdarwinismus“ für kollektive Sozialdarwinismen, welche mehr die Begriffe und Slogans „Adaption“, „mutual aid“ und „struggle for the life of others“ im Gegensatz zu „struggle for existence“ betonten und den individualistischen Sozialdarwinismus H. Spencers scharf ablehnten. Im Gegensatz zu dem „ursprünglichen“ Sozialdarwinismus, der optimistisch eine Höherentwicklung der Menschheit annahm, bezieht sich der Begriff Reformdarwinismus damit auch auf eine Strömung, die mit dem Darwinismus eher eine Bedrohung verbanden, da zivilisatorische Einflüsse die natürliche Selektion ausgeschaltet hätten und daher eine Degeneration der Menschheit zu erwarten sei, sofern dem nicht durch Maßnahmen, wie etwa künstliche Selektion, entgegengewirkt werde. Eine bedeutende Schrift dieser Bewegung war die vom Soziologen Edward Alsworth Ross 1901 veröffentlichte Schrift Social Control. Dieser stark mit der Eugenikbewegung verknüpfte Reformdarwinismus erlangte Anfang des 20. Jhd. politische Bedeutung in staatsinterventionistischen, progressiven politischen Richtungen.

## Wirkung

### Sozialdarwinismus als Kampfbegriff
Gewöhnlich wird von Sozialdarwinisten damit eine Höherentwicklung zu einer wertvolleren Lebensform verbunden, so etwa bei Herbert Spencer und William Graham Sumner. Dabei kann zwischen sozialdarwinistischen Ansätzen danach unterschieden werden, ob sie sich auf individuellen oder kollektiven Wettbewerb beziehen. Konventionelle Ansätze des Sozialdarwinismus werden mit politischem Konservatismus, Laissez-Faire, Imperialismus und Rassismus verbunden. Sozialdarwinismus gab es grundsätzlich in allen politischen Lagern. Er erlangte teilweise großen Einfluss. Die meisten traditionell geprägten deutschen Konservativen verwarfen dagegen den Sozialdarwinismus aus religiösen Gründen. Verschiedene, aber nicht alle Sozialdarwinisten befürworteten eugenische Maßnahmen, also die Anwendung humangenetischer Erkenntnisse auf Bevölkerungs- und Gesundheitspolitik mit dem Ziel, den Anteil positiv bewerteter Erbanlagen zu vergrößern und negativ bewerteter Erbanlagen zu verringern. In Verbindung mit der wissenschaftlich diskreditierten Theorie menschlicher Rassen bildete der Sozialdarwinismus einen Grundpfeiler der Ideologie des Nationalsozialismus und seiner „Lebensraum“-Doktrin. Aufgrund der propagierten Ungleichheit und der beispielsweise hieraus resultierenden Betonung des Rechts des Stärkeren ist der Sozialdarwinismus heute ein Wesensmerkmal des Rechtsextremismus. Der Kern rechtsextremer Ideologie artikuliert sich in der „Ideologie der Ungleichheit“, aus der ethnische, geistige und körperliche Unterschiede zum Kriterium für die Zuweisung eines minderen Rechts- und Wertestatus für bestimmte Individuen und Gruppen hergeleitet werden.

### Einfluss auf verschiedene weltanschauliche Standpunkte
Der Historiker Richard Hofstadter, welcher mit seiner grundlegenden Publikation Social Darwinism in American Thought, 1860–1915 den Begriff „Sozialdarwinismus“ in seinem heutigen Gebrauch etablierte, stellte den Sozialdarwinismus von Herbert Spencer und William Graham Sumner als willkommene theoretische Grundlage des Laissez-faire-Kapitalismus dar, welcher von amerikanischen Industriellen wie Andrew Carnegie und John D. Rockefeller vertreten wurde und der von Vertretern konservativer und wirtschaftsliberaler Strömungen dazu benutzt wurde, unerwünschte staatliche Eingriffe in die Wirtschaft zu bekämpfen.
Während der individualistische Sozialdarwinismus in der Tradition Spencers vorwiegend in einem Laissez-faire Kapitalismus Ausdruck fand, gab es auch kollektive Sozialdarwinismen, die den Kampf zwischen Rassen und Völkern als Grundlage des evolutionären Fortschritts ansahen (z. B. Ernst Haeckel). Nachdem die Popularität des spencerschen Sozialdarwinismus bereits stark nachgelassen hatte, gewannen die religiös geprägten Sozialdarwinismen von Benjamin Kidd und Henry Drummond an Bedeutung und wurden besonders von religiös-konservativer Seite als Verteidigung des Glaubens überwiegend positiv aufgenommen. Allerdings gab es auch früher auf der Basis von Spencers Sozialdarwinismus Rezeptionen seitens christlicher Theologen. Beispielsweise entwickelte der Spencer-Bewunderer und Theologe Henry Ward Beecher einen christianisierten Sozialdarwinismus.
Laut Hofstadter soll das darwinistische Denken auch auf das Denken der frühen orthodoxen Marxisten Einfluss gehabt haben; so hätte sich Karl Marx gegenüber Friedrich Engels auf Darwins Origin of Species als Basis für den Klassenkampf berufen. Auch Sozialisten wie Keir Hardie vertraten darwinistische Positionen. Auch gab es sozialistische Sozialdarwinisten.  Der Schriftsteller Jack London, der sich selbst als Sozialist verstand, ließ zumindest zeitweise in seinem Werk Sympathien für sozialdarwinistische Positionen erkennen, wobei er Bezug zu Spencer und Haeckel nahm.
Liest man die Originalbriefe, begrüßen sowohl Marx als auch Engels als positiven Nebeneffekt an Darwins Werk die Zerstörung der Teleologie. So schrieb Engels 1859 an Marx: „Übrigens ist der Darwin, den ich jetzt gerade lese, ganz famos. Die Teleologie war nach einer Seite hin noch nicht kaputtgemacht, das ist jetzt geschehen.“ Und Marx schrieb 1861 an Ferdinand Lassalle: „Sehr bedeutsam ist Darwins Schrift und passt mir als naturwissenschaftliche Unterlage des geschichtlichen Klassenkampfs. Die grob englische Manier der Entwicklung muss man natürlich in den Kauf nehmen. Trotz allem Mangelhaften ist hier zuerst der ‚Teleologie’ in der Naturwissenschaft nicht nur der Todesstoß gegeben, sondern der rationelle Sinn derselben empirisch auseinandergelegt.“
Dennoch wurde der Sozialdarwinismus aus der Sicht des Sozialismus überwiegend abgelehnt und die Gültigkeit des Darwinismus auf Physiologie und Anatomie eingeschränkt. Deutlich mehr Anklang fand die ältere Lehre des Lamarckismus, von der Vererbung erworbener Eigenschaften, in extremo als Lyssenkoismus in der Sowjetunion.
Nur eine Minderheit hielt eine Vereinbarkeit für gegeben. Der sozialdemokratische Sozialdarwinist Ludwig Woltmann, einer der einflussreichsten Autoren in Bereich Eugenik, versuchte die gesellschaftspolitischen Ideen Ernst Haeckels mit dem Marxismus zu kombinieren.

### Eugenik und Sozialdarwinismus
Während sich im späten 19. Jahrhundert der Sozialdarwinismus aus einer Vielzahl unterschiedlicher politischer Strömungen zusammensetzte, gab es Anfang des 20. Jahrhunderts eine zunehmende Radikalisierung und Vermischung sozialdarwinistischer Ansätze mit Eugenik und Rassentheorie. Eugenik wird insofern als „Transmissionsriemen“ angesehen, der die darwinistische Evolutionstheorie mit wohlfahrtsstaatlicher Planung („social engineering“) verband.
Mehr als Darwin spielte dabei allerdings ein von Francis Galton erstmals formulierter Gedanke eine zentrale Rolle, welcher besagte, dass unter Zivilisationsbedingungen die natürliche Auslese ausgeschaltet sei, und ohne Gegenmaßnahme eine Degeneration zu erwarten sei.
Weingart, Kroll und Bayertz schreiben, dass ein „radikaler Richtungswechsel von einer progressiv-demokratischen zu einer reaktionär-‚aristokratischen‘ Deutung des politischen Inhalts der Darwinschen Theorie durch eine Akzentverlagerung vom Prinzip der Evolution auf den Mechanismus der Selektion“ erfolgt sei. Dieser Ausbau des Sozialdarwinismus zu einer Weltanschauung und seine Instrumentalisierung durch die politische Rechte wurde durch die innerwissenschaftliche Entwicklungen weder korrigiert noch verhindert. Im Gegenteil blieb die Entwicklung der Humangenetik lange Zeit mit eugenischen Zielsetzungen verbunden. Entsprechend sahen etliche in diesem Bereich tätige Biologen und Mediziner die Machtergreifung der Nationalsozialisten als eine Chance zur Verwirklichung ihrer eugenischen Vorstellungen.
Aber nur ein Teil der Eugeniker sah sich in der Tradition von Galton oder Darwin. Eugenik wurde seit Jahrtausenden mit unterschiedlicher Motivation diskutiert und auch angewendet, allerdings schien erst mit der Degenerationstheorie Galtons, die von seinem Vetter Darwin nach einigen Autoren mit gewissen Einschränkungen aufgegriffen wurde, andere bestreiten dies, eine „wissenschaftliche“ Fundierung möglich zu werden. Gerade weil die Degeneration als Grundlage der sozialdarwinistischen Eugenik empirisch nicht nachzuweisen war, „lieferte das Selektionsprinzip Darwins das theoretische Schlüsselargument für die Erhärtung des Degenerationsgedankens“. Insbesondere die Begründer der deutschen Eugenik, Schallmeyer und Ploetz, bezogen sich in ihren Schriften häufig auf Darwin. Ein großer Teil derjenigen, welche eher den Begriff Rassenhygiene anstelle von Eugenik bevorzugten und dem rechten, rassistischen Flügel der Eugenikbewegung angehörten, lehnten, obwohl sie oft mit dem Label „sozialdarwinistisch“ versehen werden, die darwinistische Evolutionstheorie allerdings als materialistisch und Ausdruck eines liberalen Zeitalters ab und beriefen sich als Motivation für rassenhygienische Maßnahmen auf vordarwinistische sich als „wissenschaftlich“ gebende Rassentheorien etwa von Arthur de Gobineau, der in seinem vierbändigen Versuch über die Ungleichheit der Menschenrassen eine Degeneration, hervorgerufen hauptsächlich durch Rassenmischung, prophezeite.
Bis zur Machtübernahme Hitlers im Jahr 1933 war die deutsche Eugenikbewegung gemäß der Historikerin Sheila Faith Weiss’ politisch und ideologisch heterogener als gemeinhin angenommen und rekrutierte sich hauptsächlich aus dem Bildungsbürgertum. Vor 1933 sei es nicht möglich gewesen, eine politisch rechte Dominanz auszumachen, da in den Reihen der Eugeniker beispielsweise der von der Historikerin politisch als konservativ eingestufte Fritz Lenz (nationalsozialistischer Wegbereiter), aber auch SPD-Mitglieder wie Alfred Grotjahn oder etwa Funktionsträger christlicher Kirchen, wie der Jesuit Hermann Muckermann, bekannt als „Papst der positiven Eugenik“, vertreten waren. Die politischen Standpunkte hätten das gesamte politische Spektrum der Wilhelminischen und der Weimarer Zeit überspannt. Dem widerspricht der Befund des Autorenteams Weingart/Kroll/Bayertz, die in einer geschichtlichen Gesamtbetrachtung zu dem Schluss kommen, dass die Mehrzahl der Eugeniker „nationalistisch, wenn nicht gar völkisch, rassistisch oder nationalsozialistisch“ gewesen sei. Zwar hätte es tatsächlich innerhalb der Sozialdemokratie einen zentristischen und revisionistischen Flügel gegeben, der Marxismus und Darwinismus in stark vereinfachender Weise miteinander zu einer evolutionistischen Geschichts- und Gesellschaftsauffassung („Darwino-Marxismus“) verbunden hätte. Die Sozialistische Eugenik, so Medizinhistoriker Manfred Vasold, blieb jedoch innerhalb der SPD eine Randerscheinung.
Innerhalb der Eugeniker, die in der deutschen Gesellschaft für Rassenhygiene organisiert waren, unterscheidet die Literatur zwischen dem radikalen, rassistischen Münchener Flügel um Friedrich Lenz, Alfred Ploetz und Ernst Rüdin und einem moderateren, eher „progressiven“ Berliner Flügel um Alfred Grothjan, Hermann Muckermann und Hans Harmsen, welcher politisch eng mit der Zentrumspartei und Teilen der Sozialdemokratischen Partei verbunden war. Die Vertreter des Münchener Flügels setzten sich in der Regel für Zwangssterilisation oder sogar Euthanasie ein. Dagegen lag der Schwerpunkt des Berliner Flügels, die sich oft lieber als „Eugeniker“ denn als „Rassenhygieniker“ bezeichneten, eher auf Maßnahmen der Förderung der Reproduktion der „normalen“ Bevölkerung und auf freiwilligen Sterilisationen. Im Zuge der Machtergreifung kam es zu einem weitgehenden personellen Austausch des Berliner Flügels zugunsten des Münchener Flügels der Rassenhygiene.

### Sozialdarwinismus und NS-Ideologie

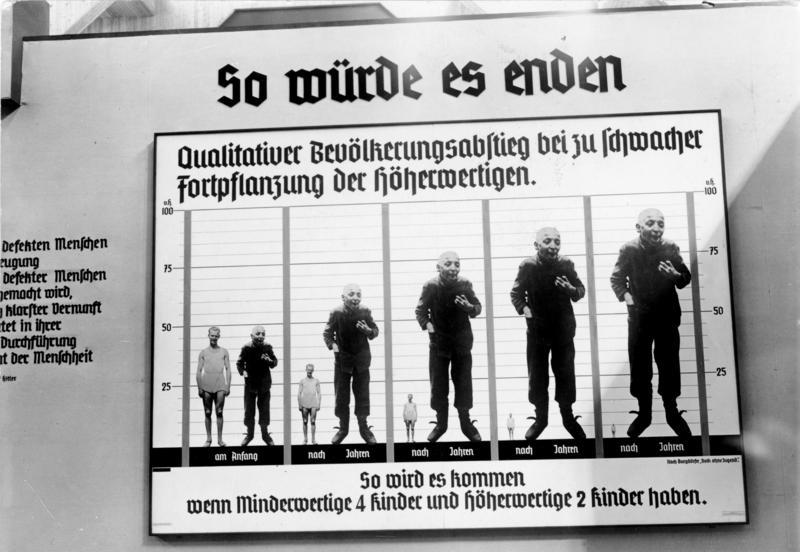
Pseudowissenschaftliches Plakat zur „Entartung“ durch überproportionale Vermehrung von „Minderwertigen“ aus der Ausstellung Wunder des Lebens 1935 in Berlin

Obwohl aus dem Darwinismus nicht zwangsläufig eine bestimmte politische Ideologie folgt, bezogen sich Eugeniker und Rassisten Ende des 19. und Anfang des 20. Jahrhunderts typischerweise auf Erkenntnisse der Evolutionstheorie, um ihre Forderungen als wissenschaftlich fundiert darzustellen. Dazu trugen viele Biologen dieser Zeit bei, die meinten, Erkenntnisse auf oft stark vereinfachende Weise aus der Zoologie auf die Politik übertragen zu können. In der geschichtswissenschaftlichen Debatte scheint sich nach Ansicht des Historikers Edward Ross Dickinson der Konsens herauszubilden, dass der Darwinismus eine „Möglichkeitsbedingung“ für die nationalsozialistische Eugenik gewesen ist. Die sozialdarwinistische Deutung der Geschichte als Kampf zwischen verschiedenen Rassen wird als ein zentraler Bestandteil der NS-Ideologie angesehen.
In Deutschland bereitete der Zoologe Ernst Haeckel den Boden für den Sozialdarwinismus. Der Soziologe Fritz Corner bezeichnete ihn 1975 als Vater des deutschen Sozialdarwinismus. Neben Haeckel wurden die Biologen und Sozialdarwinisten August Weismann und Ludwig Plate Mitglieder in der Gesellschaft für Rassenhygiene, die nach Auffassung unterschiedlicher Historiker eine zentrale Rolle für den Einfluss sozialdarwinistischer Ideen auf die nationalsozialistische Rassenhygiene gespielt habe. Gegründet worden war sie von dem Mediziner Alfred Ploetz, der zusammen mit Wilhelm Schallmayer als Begründer der deutschen Eugenik gilt. Seine Ideen verbreitete er u. a. über eine Züchtungsutopie, die seiner Auffassung nach lediglich eine bis in die letzten Konsequenzen verfolgte Darstellung der Darwinschen Theorie sei. Bis 1933 hatte diese Gesellschaft 1.300 Mitglieder, unter ihnen viele Naturwissenschaftler und Ärzte und einige hohe Funktionäre der NSDAP. Die Rassenhygiene stützte sich nach Schmuhl auf das monistische Axiom des Sozialdarwinismus, nach dem das gesellschaftliche Geschehen sich aus den darwinistischen Entwicklungsgesetzen erklären lasse. Michael Ruse hingegen betont, dass die meisten Historiker heute keinen signifikanten Beitrag des Darwinismus zum Nationalsozialismus annehmen. Nach Robert Bannister sind Neodarwinisten wie Weismann keine Sozialdarwinisten, sondern im Gegenteil scharfe Gegner von Sozialdarwinisten wie Herbert Spencer. Nach Oskar Hertwig führte dagegen der Neodarwinismus von Weismann und die damit verbundene Abkehr von Resten lamarckistischer Ideen sowie die Betonung der natürlichen Selektion zu einer Radikalisierung des Sozialdarwinismus. Nach Weismanns einflussreicher Lehre vom Keimplasma war jedes Individuum durch sein genetisches Material determiniert, und es musste jede Hoffnung auf moralischen oder kulturellen Fortschritt durch Veränderung der sozialen Umwelt aufgegeben werden. In der Literatur zur Eugenik nahmen die Bezugnahmen auf Weismann in den 1890er Jahren und nach der Jahrhundertwende kontinuierlich zu.
Allerdings sind die wesentlichen Elemente der nationalsozialistischen Ideologie, welche die auch in anderen Ländern praktizierte menschenrechtswidrige Eugenik besonders in Nazi-Deutschland ins Extrem entarten ließen, nicht, wie die Bezeichnung Sozialdarwinismus suggeriert, aus Quellen, die sich auf den Darwinismus beriefen, zurückzuführen. Der Rassismus der Nationalsozialisten wurde wesentlich von Arthur de Gobineau und Houston Stewart Chamberlain geprägt. Gobineaus diesbezügliches Werk Versuch über die Ungleichheit der Menschenrassen wurde einige Jahre vor Darwins Origin of Species veröffentlicht und auch nach Darwins Veröffentlichung war Gobineau kein Anhänger Darwins, sondern blieb zeitlebens skeptisch gegenüber dem Darwinismus und Evolution im Allgemeinen. Chamberlain hat den Darwinismus als „materialistisch“ vehement abgelehnt. Im Kapitel „Fortschritt und Entartung“ seines Hauptwerks Die Grundlagen des neunzehnten Jahrhunderts prangert er den Darwinismus als „die Entwickelungsmanie und der pseudowissenschaftliche Dogmatismus unseres Jahrhunderts“ an und beklagt, dass „(e)in handgreiflich unhaltbares System wie dasjenige Darwin’s …“ von „… seinen Erfolgen berauscht, eine derartige Tyrannei ausübte, dass, wer nicht bedingungslos zu ihm schwor, als totgeboren zu erachten war.“; den bei John Fiske beschriebenen Kampf ums Dasein bezeichnet er als „summarische Weltanschauung“. insgesamt benutzt er eine Rhetorik bezüglich des Darwinismus, die der Philosoph und Biologe Jeffrey P Schloss mit derjenigen der heutigen Intelligent-Design-Bewegung vergleicht. Die Einstellung Chamberlains bezüglich der Evolution findet sich auch bei dem nationalsozialistischen Chefideologen Alfred Rosenberg wieder, der in der nationalsozialistischen Bewegung die Vollendung der lutherischen Reformation, die er auf halbem Wege stehen geblieben sah, hin zu einem germanischen Christentum sah.
Die spezifische Form des nationalsozialistischen Rassismus, welche zum Holocaust an den Juden führte, der Antisemitismus, soll nach Ansicht einiger Historiker seine Wurzeln im christlichen Antijudaismus haben.
Gelegentlich wird der Antijudaismus Martin Luthers als Quelle des Antisemitismus der Nationalsozialisten genannt, etwa seine Schrift Von den Juden und ihren Lügen (1543): Deren Forderungen an die Fürsten zur Behandlung der Juden (Arbeitszwang, Enteignung, Verbot der Religionsausübung, gegebenenfalls Ausweisung, Körper- und Todesstrafen, Verbrennen der Synagogen) ähnelten dem Programm der Nationalsozialisten. Auch wird auf Hitlers Bewunderung für Luther verwiesen: „Hierzu gehören aber nicht nur die wirklich großen Staatsmänner, sondern auch alle sonstigen großen Reformatoren. Neben Friedrich dem Großen stehen hier Martin Luther sowie Richard Wagner.“ Viele Historiker unterscheiden jedoch den traditionellen christlichen Antijudaismus vom rassentheoretisch begründeten Antisemitismus, der erst im 19. Jahrhundert entstand.
In Hitlers Schrift Mein Kampf taucht die zentrale Metapher des Sozialdarwinismus bereits im Buchtitel auf und wird an unterschiedlichen Stellen als „Existenzkampf“, „Lebenskampf“ oder auch als „Kampf ums Dasein“ aufgegriffen. Wiederholt tritt Hitler hier für das Recht des Stärkeren ein, das er als das „aristokratische Prinzip der Natur“ verbrämt. Das Kapitel „Volk und Rasse“ gibt zunächst Darwins Prinzip des Existenzkampfs und der Selektion wieder, um dann den Kampf zwischen Arten auf den Kampf zwischen Menschenrassen zu übertragen. Dabei wird, da Hitler grundsätzlich keine Quellen zitiert, nicht ausdrücklich auf Darwin verwiesen; allerdings wird seine Kenntnis der damaligen rassenhygienischen und biologischen Literatur deutlich, wie Fritz Lenz später stolz bemerkt hat. Hitler wandte sich dabei explizit gegen einen religiösen „Scheinantisemitismus“, der es den Juden gestatte, mit einem „Guß Taufwasser immer noch Geschäft und Judentum zugleich“ zu retten; vielmehr müsse der Antisemitismus auf rassischer Grundlage aufgebaut sein.

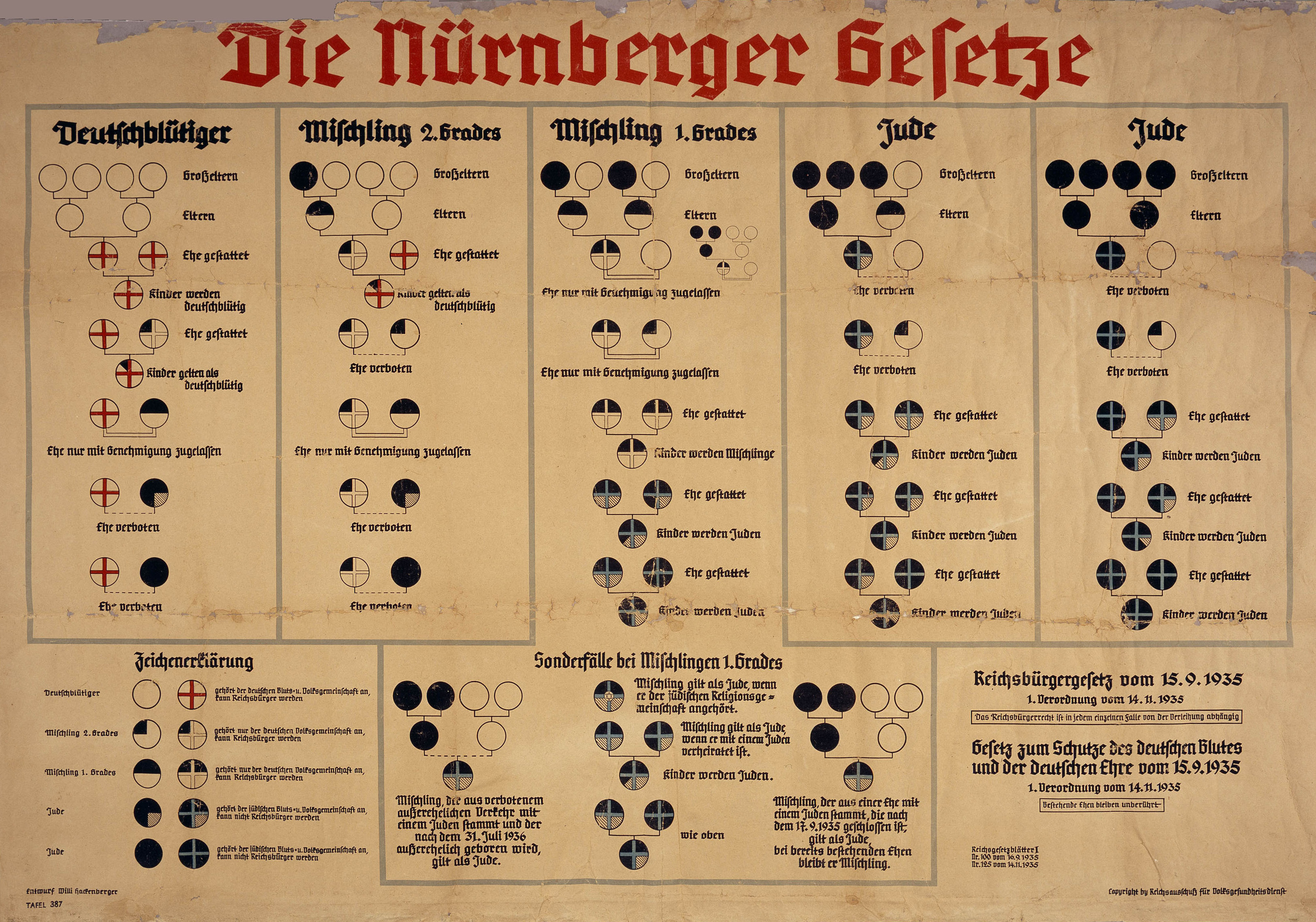
Bildtafel zum „Blutschutzgesetz“ (1935)

 Auch der offiziellen Ideologie des Nationalsozialismus war die Idee der menschlichen Evolution eher verdächtig, speziell die Idee, dass der arische Herrenmensch einen gemeinsamen Vorfahren mit dem Affen gehabt haben soll. Evolution habe deswegen fundamental im Gegensatz zur nationalsozialistischen Denkart gestanden. Selbst unter Biologen war die darwinsche Theorie während der nationalsozialistischen Zeit nicht allgemein anerkannt; so finden sich in der Fachzeitschrift Der Biologe während der nationalsozialistischen Zeit sowohl pseudowissenschaftliche sozialdarwinistische wie antidarwinistische Abhandlungen. Die eugenischen Züchtungideen des Nationalsozialismus wurden wesentlich von dem Okkultisten Lanz von Liebenfels inspiriert, welcher hauptsächlich durch Arthur de Gobineau beeinflusst war. Eugenische Züchtungsideen benötigen auch keine Evolutionstheorie als Grundlage, sondern nur Vererbungshypothesen; es hat sie schon lange bevor Evolutionstheorien entwickelt wurden gegeben, etwa in den Utopien von Thomas Morus und Tommaso Campanella im 16. bzw. 17. Jahrhundert. Trotzdem haben sich die Nationalsozialisten insbesondere bei ihrer eugenischen Politik immer wieder auf biologische Erkenntnisse berufen. Nach Klaus-Dietmar Henke traten in der NS-Ideologie die „politischen, sozialen, ökonomischen, psychologischen, geistigen und künstlerischen Prozesse“ des gesellschaftlichen Lebens in „einem nachgerade paranoiden Reduktionismus und Reinheitswahn“ hinter „den Gesetzen der Biologie“ zurück. So sagte der Reichsminister des Inneren Wilhelm Frick in einer Rede im Sommer 1933 zur Begründung des Gesetzes zur Verhütung erbkranken Nachwuchses in Bezug auf den Sozialstaat: „Was wir bisher ausgebaut haben, ist … eine übertriebene Personenhygiene und Fürsorge für das Einzelindividuum ohne Rücksicht auf die Erkenntnisse der Vererbungslehre, der Lebensauslese und der Rassenhygiene.“ Die „wissenschaftlich begründete Vererbungslehre“ würde es ermöglichen, die „Zusammenhänge der Vererbung und der Auslese und ihre Bedeutung für Volk und Staat klar zu erkennen“.
Nach Daniel Gasman war ein mit Einflüssen aus der Romantik, Elementen aus der germanischen Naturreligion sowie Antisemitismus vermischter Sozialdarwinismus Ernst Haeckels, welcher mit dem Darwinismus selbst wenig gemein hatte, ein wesentliches formatives Element für die Ideologie des Nationalsozialismus und seiner „Lebensraum“-Doktrin. Gasmans These erfuhr starke Verbreitung; unter anderem wurde sie durch den Evolutionsforscher Stephen Jay Gould aufgegriffen. Da die politischen Schriften der Nationalsozialisten keine direkten Bezüge aufweisen, kann Gasman seine Thesen nur indirekt stützen – d. h. durch Nachweis von Ähnlichkeiten in den Ideengebäuden der Nationalsozialisten und Haeckels. Die These wurde deshalb in den letzten Jahren zunehmend bestritten. Robert J. Richards bestreitet die von Gasman angegebenen Ähnlichkeiten, z. B. sei Haeckel nicht, wie von Gasman behauptet, Antisemit gewesen, sondern eher als Philosemit einzuordnen.
Der Sozialdarwinismus wurde zur Rechtfertigung von Imperialismus und Rassismus herangezogen und führte in Deutschland zu Bestrebungen, psychisch Kranken, geistig Behinderten oder schwer Erbkranken zur Vermeidung der genetischen „Degeneration“ oder „Entartung“ das Lebensrecht abzusprechen. Dies führte in der Zeit des Nationalsozialismus schließlich zu systematischen Zwangssterilisationen, zum Genozid, der massenhaften „Vernichtung lebensunwerten Lebens“ oder „minderwertiger Rassen“ wie der jüdischen Bevölkerung in weiten Teilen Europas. Dabei fanden sich nach Auffassung des Bielefelder Soziologen Peter Weingart im Sterilisationsgesetz von 1933 und den ‚Nürnberger Gesetzen‘ des Hitler-Regimes von 1935 alle wesentlichen Elemente sozialdarwinistischer Züchtungsutopien wieder. Die Begründung, soweit eine solche wahnhaft versucht wurde, ruhte auf der als natürlich angesehenen Vormachtstellung einer ethnischen Gruppe über eine andere, die nicht als Folge gesellschaftlicher Umstände, sondern als Folge einer grundsätzlicheren Überlegenheit der mächtigeren Gruppe gedeutet wurde.

## Sozialdarwinismus aus Sicht der Wissenschaft

### Aus Sicht der Evolutionstheorie
In der Biologie hat sich die Ansicht durchgesetzt, dass evolutionäre Vorgänge nicht immer von einer Höherentwicklung begleitet werden. Eine objektive Einteilung aller Lebensformen in höhere und niedrigere Gruppen ist grundsätzlich unmöglich, auch wenn sich dieser Eindruck aus der stammesgeschichtlichen Entwicklung ergibt.
Anhänger des Sozialdarwinismus geben dem Begriff des Survival of the Fittest in der Regel eine Umdeutung, die durch den biologischen Zusammenhang, in den Darwin ihn stellte, nicht gedeckt ist. Laut Darwin war nicht das Überleben an sich, sondern die Zeugung möglichst vieler überlebens- und fortpflanzungsfähiger Nachkommen Grundlage biologischen Erfolges. Der Begriff Survival of the Fittest wird im Deutschen oft fehlerhaft übersetzt: Dabei meint sie nicht körperliche Fitness im Sinne der körperlichen Leistungsfähigkeit, sondern die reproduktive Fitness im Sinne der Anpassungsfähigkeit einer Spezies an die jeweils herrschenden Umweltbedingungen. Dazu zeigt sich, dass sowohl die von Sozialdarwinisten abgelehnte genetische Vielfalt als auch die Existenz altruistischer Verhaltensweisen in der Natur weit verbreitet sind und sich meist positiv auf die evolutionäre Fitness einer Art auswirken. Ein früher Kritiker herkömmlicher sozialdarwinistischer Theorien auf der Grundlage einer Theorie der Kooperation war der Anarchist und Geograph Pjotr Alexejewitsch Kropotkin mit seinem 1902 erstmals erschienenen Buch Gegenseitige Hilfe in der Tier- und Menschenwelt. Bereits Kropotkin bemerkte, dass Darwin “the fittest” nicht als den körperlich stärksten oder klügsten definiert, sondern erkannt hat, dass die Stärkeren diejenigen sein könnten, die miteinander kooperieren. Eine aktuelle Theorie der symbiotischen Evolution vertritt Lynn Margulis. Der Versuch, mittels einer an der Tier- und Pflanzenwelt orientierten Theorie menschliche Beziehungen erklären zu wollen, ist ein Analogieschluss, der nicht ohne Zusatzannahmen gerechtfertigt ist. Insbesondere ein biologistischer Determinismus wird weithin abgelehnt, da die gesellschaftliche Entwicklung von einer Wechselwirkung von genetischen und kulturellen Faktoren gekennzeichnet ist. Der Mensch kann sich mit anderen Worten durch Veränderung seiner Gene, seiner Kultur oder einer Kombination aus beidem anpassen.
Zum anderen lässt sich die von Sozialdarwinisten in der Regel unterstellte Unterscheidung zwischen normalen Bedingungen der „natürlichen“ Selektion und einer künstlich bedingten Unterdrückung des Selektionsmechanismus in der Industriegesellschaft aus wissenschaftlich-deskriptiver Sicht nicht aufrechterhalten; der Mensch sei demnach auch in der Industriegesellschaft den „generellen biologischen Gesetzen“ unterworfen.

### Aus Sicht der Genetik
Durch die Chromosomentheorie der Vererbung wurde erkannt, dass es kein grundsätzlich „gutes“ oder „schlechtes“ Erbmaterial gibt. Bereits Gregor Mendel entdeckte, dass sich die einzelnen Merkmale und Eigenschaften unabhängig voneinander vererben. Gegen die These der sogenannten genetischen Degenerierung durch den Zivilisationsprozess bringen Dobzhansky und Allen als weiteres Argument, dass genetische Defekte oder Selektionsnachteile oft keine absoluten Größen sind, sondern umweltabhängig entweder Vor- oder Nachteile darstellen können. Was vor dem Hintergrund einer normativen Vorstellung von „natürlicher Umwelt“ ein Nachteil ist, kann in der tatsächlichen, kulturell geprägten Umwelt dauerhaft ausgeglichen werden oder sogar Vorteile mit sich bringen. Deshalb führt das Nachlassen des Selektionsdrucks notwendig dazu, dass „schlechte“ Gene weniger problematisch sind als zuvor. Im Darwinismus kann „Anpassung“ (fitness) nicht anders als über relativen Erfolg bei der Reproduktion definiert werden. Dazu stehen Theorien der wohlfahrtsstaatlichen Degeneration durch vermehrte Reproduktion sozial Schwacher im krassen Widerspruch, die die Anpassungsfähigkeit auf absolute Weise und damit unabhängig von der aktuellen Umwelt bestimmen wollen. Da Kulturen, in welchen Sozialdarwinisten Abstufungen von Qualität sehen, alle nach biologischer Systematik aus der gleichen Art gebildet werden, zeigt sich der Sozialdarwinismus als wissenschaftlich unbrauchbar. Gleiches gilt im höheren Maße noch für Deutungen, welche eine gerichtete Entwicklung der Evolution zu Grunde legen, denn diese ist ein stets fortlaufender, nicht zielgerichteter Prozess.

### Aus Sicht der Philosophie
Aus philosophischer Sicht wird die Gleichsetzung eines biologischen Ist-Zustandes mit einem moralischen Soll-Zustand grundsätzlich abgelehnt (Humes Gesetz, Naturalistischer Fehlschluss). Insbesondere der im Rahmen des Biologismus anzutreffende Versuch, aus der Natur Wertvorstellungen für die menschliche Gesellschaft abzuleiten, stellt als „Appell an die Natur“ logisch gesehen ein irrelevantes Argument (Ignoratio elenchi) dar, siehe auch Moralistischer Fehlschluss.